# Genadia
Genadia – imię żeńskie pochodzenia greckiego. Wywodzi się od nazwiska Γενναδιος (Gennadios), prawdopodobnie pochodzącego od γενναδας (gennadas) – "szlachetny, hojny".
Genadia imieniny obchodzi 13 września.
Męski odpowiednik: Genadiusz, Genady